# Hesperonychus elizabethae
Hesperonychus (Hesperonychus elizabethae) és un gènere representat per una única espècie de dinosaure saurisqui dromeosàurid, que va viure en el període Cretaci superior, fa aproximadament 75 milions d'anys, en el Campanià, en el que avui és Nord-amèrica. L'espècie tipus Hesperonychus elizabethae, fou descrita per Nicholas R. Longrich i Philip J. Currie en 2009 i és l'única espècie assignada al gènere.